# 관계 (2014년 영화)
"관계"(HARU)는 한국에서 제작된 김명서 감독의 2014년 멜로/로맨스, 드라마 영화이다. 김경익 등이 주연으로 출연하였고 김대홍 등이 제작에 참여하였다.

## 출연

### 주연
- 김경익
- 진혜경
- 토모다 아야카

### 조연
- 유선영

## 기타
- 제작부: 박재준
- 제작투자: 이용훈
- 투자책임: 김성남
- 라인프로듀서: 김경택
- 라인프로듀서: 야스히로 이이다
- 제작부지원: 이정훈
- 제작부지원: 우기호
- 제작부지원: 신동현
- 촬영부: 지정훈
- 촬영부: 윤태인
- 조명: 이우희
- 조명부: 경병준
- 조명부: 윤대우
- 조명부: 최대석
- 조명부: 김근우
- 조명부: 임종찬
- 연출부: 전금수
- 연출부: 박현철
- 스크립터: 박매화
- 조감독: 박종수
- 동시녹음: 김수근
- 붐오퍼레이터: 김완중
- 붐오퍼레이터: 료우타 타카시마
- 사운드: 석근혜
- 사운드: 송수덕
- 미술: 양인연
- 미술팀: 임채섭
- 미술팀: 박종훈
- 소품팀: 한현종
- 분장-헤어: 정일
- 분장-헤어: 유계화
- 분장-헤어: 타이코 쿠리바야시
- 분장팀: 김혜림
- 분장팀: 이유화
- 의상: 강난희
- 현장편집: 강유진
- B카메라: 최승룡
- 그립팀: 전진원
- 지미집: 전진원
- 조명장비: 강동식
- 세트지원: 강원구
- 세트지원: 김성관
- 헤어팀: 이준영
- 헤어팀: 손보현
- 의상팀: 이인우
- 의상팀: 강지연
- 컴퓨터그래픽: 김용진
- DI: 김임현
- 렉카: 우금호
- 콘티: 신동연